# Revue zu Vieren
Revue zu Vieren war Klaus Manns zweites Theaterstück, das am 21. April 1927 im Alten Theater Leipzig uraufgeführt wurde. Es ist eine Komödie in drei Akten, erschienen 1926 bei Oesterheld, Berlin.

## Zur Uraufführung
Das Stück schildert das Bestreben von vier jungen Leuten, alle geistigen Strömungen ihrer Generation in einer „kolossalen Revue“ zu sammeln und zu gestalten. Klaus Mann hatte es als Tourneestück für sich, seine Schwester Erika, Pamela Wedekind und Gustaf Gründgens geschrieben – das Quartett aus Anja und Esther – : „zwei glückliche junge Paare sozusagen; denn Fräulein Wedekind und ich waren noch immer verlobt, während Erika inzwischen Frau Gründgens geworden war“ (Der Wendepunkt). Gründgens führte auch Regie, das Bühnenbild stammte von der Freundin Dorothea Sternheim (genannt „Mopsa“), einer Tochter des Dramatikers Carl Sternheim. Die Musik steuerte Klaus Pringsheim, Katia Manns Zwillingsbruder, bei.

## Wirkung
Ohne Gründgens, der um seinen Ruf fürchtete und nur noch in Hamburg und Berlin spielte, ging die Truppe auf Tournee, von Cottbus bis Kopenhagen, doch die Aufführungen gerieten zu einem „Kampf mit dem Publikum“ (ebd.). Die Kritiken waren schlecht, aber „die Dichterkinder“ waren in den Schlagzeilen und spielten vor gefüllten Häusern.
Herbert Jhering kritisierte das Stück als „Kindertheater“ und meinte, dass der Autor „peinlich, geschwätzig und glatt Zeitschlagworte umkost“.